# Bivak
Bivak (z francouzského bivouac = noční vojenské ležení, to ze švýcarského/alsaského biwacht = noční hlídka) je nouzové přenocování v přírodě (obvykle bez stanu), nebo přístřešek k takovému přenocování určený (útulna).
Bivakovací stavení mají velkou tradici v Alpách a staví se tam, kde je daleko do civilizace nebo vzdálenost výstupu či pochodu je tak velká, že během výstupu může hrozit prudká změna počasí či selhání jiných faktorů. Je možné se setkat s bivaky kamennými, plechovými budkami pro několik osob, dřevěnými chatkami atd. V mnoha případech jsou boudy vybaveny např. i postelemi, dekami, kamny, vařiči, palivem, trvanlivými potravinami atd. Je-li stanovem poplatek za nocleh, hradí se vhozením do kasičky. Ve Vysokých Tatrách se bivakem obvykle rozumí velký balvan, pod kterým je možné se ukrýt, případně přespat. Údajně lze v každé tatranské dolině nalézt alespoň jeden takový úkryt.
Bivakem nebo bivakováním také můžeme nazvat nouzové přespání pod širým nebem (např. v bivakovacím pytli – Žďárského vak) v horách či jinde v přírodě. Časté je horolezecké bivakování na extrémních výpravách ve velehorách, když se setmí nebo náhle zhorší počasí, obvykle při sestupu. Ve své době nejvyšší bivakování v historii uskutečnil v roce 1983 český horolezec Josef Rakoncaj se spolulezcem Agostinem da Polenzou a to ve výšce 8561 m n. m. (pod vrcholem K2).

## Fotogalerie

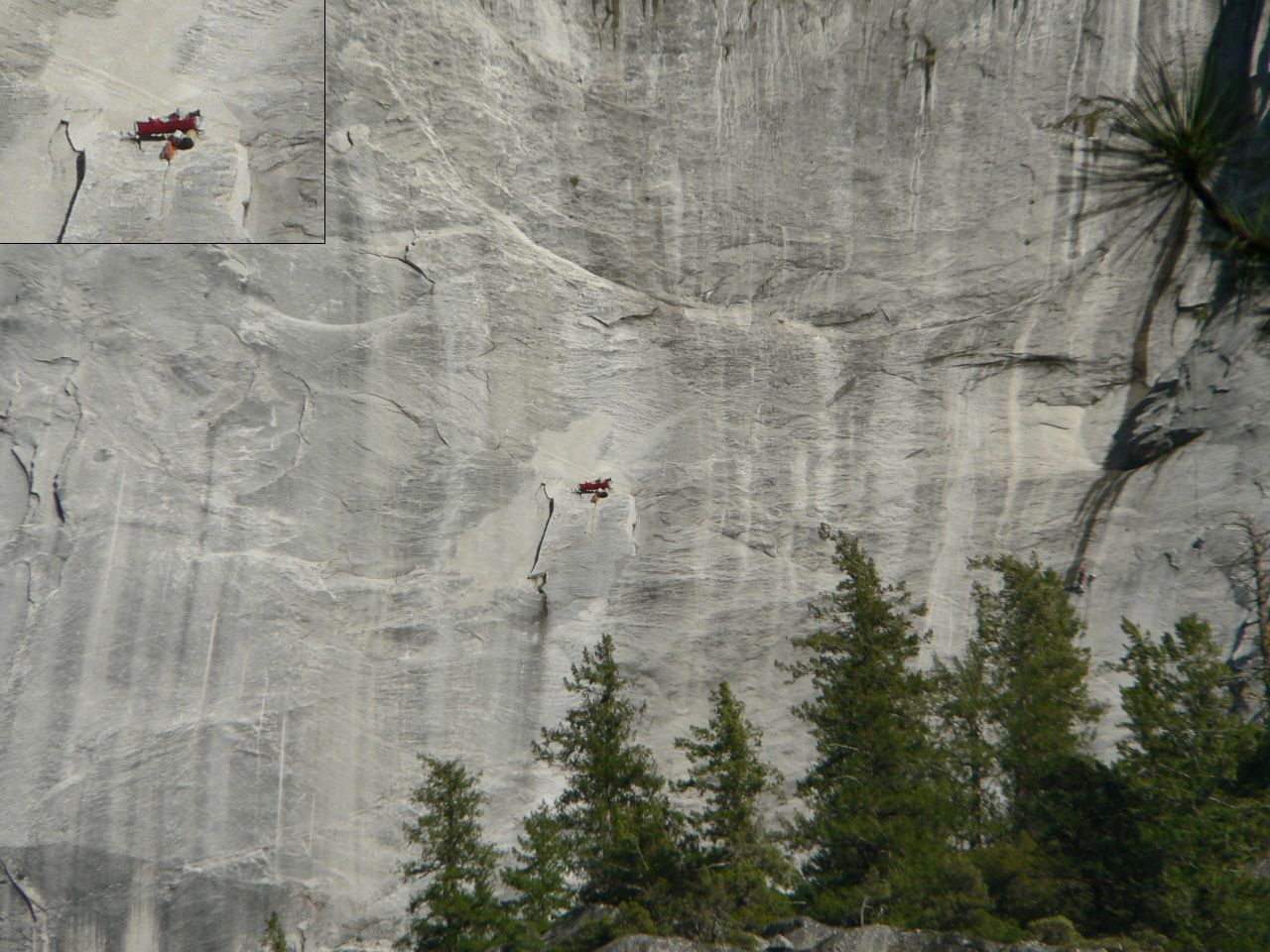
Bivak v jižní stěně Tenaya Bridge (Národní park Yosemite)